# Cúp bóng đá châu Phi 1963
Cúp bóng đá châu Phi 1963 là Cúp bóng đá châu Phi lần thứ tư. Giải được tổ chức tại Ghana. Số đội tham dự giải là 10 đội. Khác các giải trước, vòng chung kết của giải gồm 6 đội chia làm 2 bảng, mỗi bảng 3 đội. Đội tuyển đứng đầu mỗi bảng vào đá chung kết, đội tuyển đứng thứ nhì tham dự trận tranh giải ba. Ghana vô địch sau khi thắng Sudan 3-0 ở chung kết. Đây là lần thứ ba liên tiếp đội chủ nhà giành chức vô địch.

## Vòng loại

### Các đội vượt qua vòng loại
| Đội tuyển                    | Số lần tham dự | Tham dự gần nhất | Thành tích tốt nhất  |
| ---------------------------- | -------------- | ---------------- | -------------------- |
| Ethiopia (đương kim vô địch) | 4              | 1962             | Vô địch (1962)       |
| Ghana (chủ nhà)              | 1              |                  | Lần đầu tham dự      |
| Nigeria                      | 1              |                  | Lần đầu tham dự      |
| Sudan                        | 3              | 1959             | Á quân (1959)        |
| Tunisia                      | 2              | 1962             | Hạng ba (1962)       |
| Cộng hòa Ả Rập Thống nhất    | 4              | 1962             | Vô địch (1957, 1959) |

## Địa điểm
| Accra                                 | AccraKumasi | Kumasi                       |
| ------------------------------------- | ----------- | ---------------------------- |
| Sân vận động Thể thao Accra           | AccraKumasi | Sân vận động Thể thao Kumasi |
| Sức chứa: 40.000                      | AccraKumasi | Sức chứa: 40.500             |
| Tập tin:Ohene Djan stadium, Accra.jpg | AccraKumasi |                              |

## Vòng chung kết
Bảng A được đá tại Accra và bảng B đá tại Kumasi.
| Màu sắc được sử dụng trong bảng             |
| ------------------------------------------- |
| Đội giành quyền vào chơi trận chung kết     |
| Đội giành quyền vào chơi trận tranh hạng ba |

### Bảng A
| Đội tuyển | Số trận | Thắng | Hòa | Thua | Bàn thắng | Bàn thua | Hiệu số | Điểm |
| --------- | ------- | ----- | --- | ---- | --------- | -------- | ------- | ---- |
| Ghana     | 2       | 1     | 1   | 0    | 3         | 1        | +2      | 3    |
| Ethiopia  | 2       | 1     | 0   | 1    | 4         | 4        | 0       | 2    |
| Tunisia   | 2       | 0     | 1   | 1    | 3         | 5        | −2      | 1    |

| Ghana   | 1–1 | Tunisia    |
| ------- | --- | ---------- |
| Mfum 9' |     | Jedidi 36' |

| Ghana  | 2–0 | Ethiopia |
| ------ | --- | -------- |
| Acquah |     |          |

| Ethiopia                | 4–2 | Tunisia          |
| ----------------------- | --- | ---------------- |
| Worku · Tekle · Tesfaye |     | Chetali · Jedidi |

### Bảng B
| Đội tuyển                 | Số trận | Thắng | Hòa | Thua | Bàn thắng | Bàn thua | Hiệu số | Điểm |
| ------------------------- | ------- | ----- | --- | ---- | --------- | -------- | ------- | ---- |
| Sudan                     | 2       | 1     | 1   | 0    | 6         | 2        | +4      | 3    |
| Cộng hòa Ả Rập Thống nhất | 2       | 1     | 1   | 0    | 8         | 5        | +3      | 3    |
| Nigeria                   | 2       | 0     | 0   | 2    | 3         | 10       | −7      | 0    |

| Cộng hòa Ả Rập Thống nhất                    | 6–3 | Nigeria                           |
| -------------------------------------------- | --- | --------------------------------- |
| Riza 30', 32' · El-Shazly 42', 44', 81', 87' |     | Okepe 78' · Bassey 82' · Onya 89' |

| Cộng hòa Ả Rập Thống nhất | 2–2 | Sudan         |
| ------------------------- | --- | ------------- |
| El-Shazly 5' · Riza 7'    |     | Jaxa 60', 75' |

| Sudan                     | 4–0 | Nigeria |
| ------------------------- | --- | ------- |
| Jaxa · El-Kuwarti · Wazza |     |         |

### Tranh giải ba
| Cộng hòa Ả Rập Thống nhất | 3–0 | Ethiopia |
| ------------------------- | --- | -------- |
| Riza · Ismail · El-Shazly |     |          |

### Chung kết
| Ghana                                     | 3–0 | Sudan |
| ----------------------------------------- | --- | ----- |
| Aggrey-Fynn 62' (ph.đ.) · Acquah 72', 82' |     |       |

### Vô địch
| Vô địch Cúp bóng đá châu Phi 1963 Ghana Lần thứ nhất |

## Danh sách cầu thủ ghi bàn
6 bàn
- Hassan El-Shazly

4 bàn
| - Edward Acquah | - Jaxa | - Riza |

2 bàn
- Mohamed Salah Jedidi

1 bàn
| - Girma Tekle - Girma Tesfaye - Mengistu Worku - Edward Aggrey-Fynn | - Wilberforce Mfum - ... Bassey - ... Okepe - ... Onya | - Ibrahim Yahia El-Kuwarti - Wazza - Abdelmajid Chetali - Taha Ismail |